# Por Enquanto
Por Enquanto é o álbum de estreia da banda brasileira Crombie, lançado em 2008 de forma independente.
O disco uniu influências como a música popular brasileira, reggae e bossa nova. Dentre as canções, destacam-se "Sobre o Tempo" e "Guidom". O álbum foi eleito o 36º melhor disco da década de 2000, de acordo com lista publicada pelo Super Gospel.

## Faixas
1. "Começo"
2. "Longa Jornada"
3. "Manga"
4. "Sobre o Tempo"
5. "Sem Vaidade"
6. "Entre Uma e Outra"
7. "Chuva de Vento"
8. "Projeto"
9. "Guidom"
10. "Canto"
11. "Eternidade"